# Anton Hafner (Offizier)
Anton Hafner (* 2. Juni 1918 in Erbach; † 17. Oktober 1944 bei Gumbinnen) war ein deutscher Luftwaffenoffizier, zuletzt Oberleutnant, und hochdekorierter Jagdflieger im Zweiten Weltkrieg.

## Zweiter Weltkrieg
Die Ausbildung zum Jagdflieger erfolgte im Juli 1939 bei der Luftwaffe. Danach kam er zum Jagdgeschwader 51 und kämpfte ab Juni 1941 an der Ostfront. Als Feldwebel wurde ihm das Deutsche Kreuz in Gold am 22. Mai 1942 und das Ritterkreuz am 23. August 1942 verliehen.
Mit der II. Gruppe des Jagdgeschwaders 51 flog er im November 1942 in Nordafrika, wo er in kurzer Zeit 20 weitere Luftsiege erringen konnte. Am 1. Juni 1943 wurde er zum Leutnant befördert und flog bei der III. Gruppe des Jagdgeschwaders 51 wieder in Russland. Dort wurde er am 11. April 1944 nach 134 Luftsiegen mit dem Eichenlaub zum Ritterkreuz ausgezeichnet. Im Mai 1944 wurde er Kapitän der 8. Staffel. Am 28. Juni 1944 konnte er seinen 150. Luftsieg erzielen.
Seinen 200. Luftsieg errang er am 15. Oktober 1944. Während eines Luftkampfes am 17. Oktober 1944 hatte er mit seiner Bf 109 bei Gumbinnen Baumberührung und stürzte tödlich ab. Auf 795 Feindflügen konnte er 204 bestätigte Luftsiege erringen.

## Auszeichnungen
- Eisernes Kreuz (1939) II. und I. Klasse
- Deutsches Kreuz in Gold am 22. Mai 1942[1]
- Ritterkreuz des Eisernen Kreuzes mit Eichenlaub[1]
  - Ritterkreuz am 23. August 1942
  - Eichenlaub am 11. April 1944 (452. Verleihung)